# 제니퍼 팔미에리
제니퍼 팔미에리(영어: Jennifer Palmieri, 1966년 11월 15일 ~ )는 미국의 정치인이다. 2013년부터 2015년까지 오바마 행정부의 백악관 보국장을 지냈다. 2016년 미국 대통령 선거에서 힐러리 클린턴 민주당 대선 후보 캠페인에서는 선거 운동 홍보를 담당한다. 워싱턴 포스트에서는 그녀를 힐러리 클린턴이 당선되었을 때의 백악관 고문 후보로 거론했다.